# 渋草焼

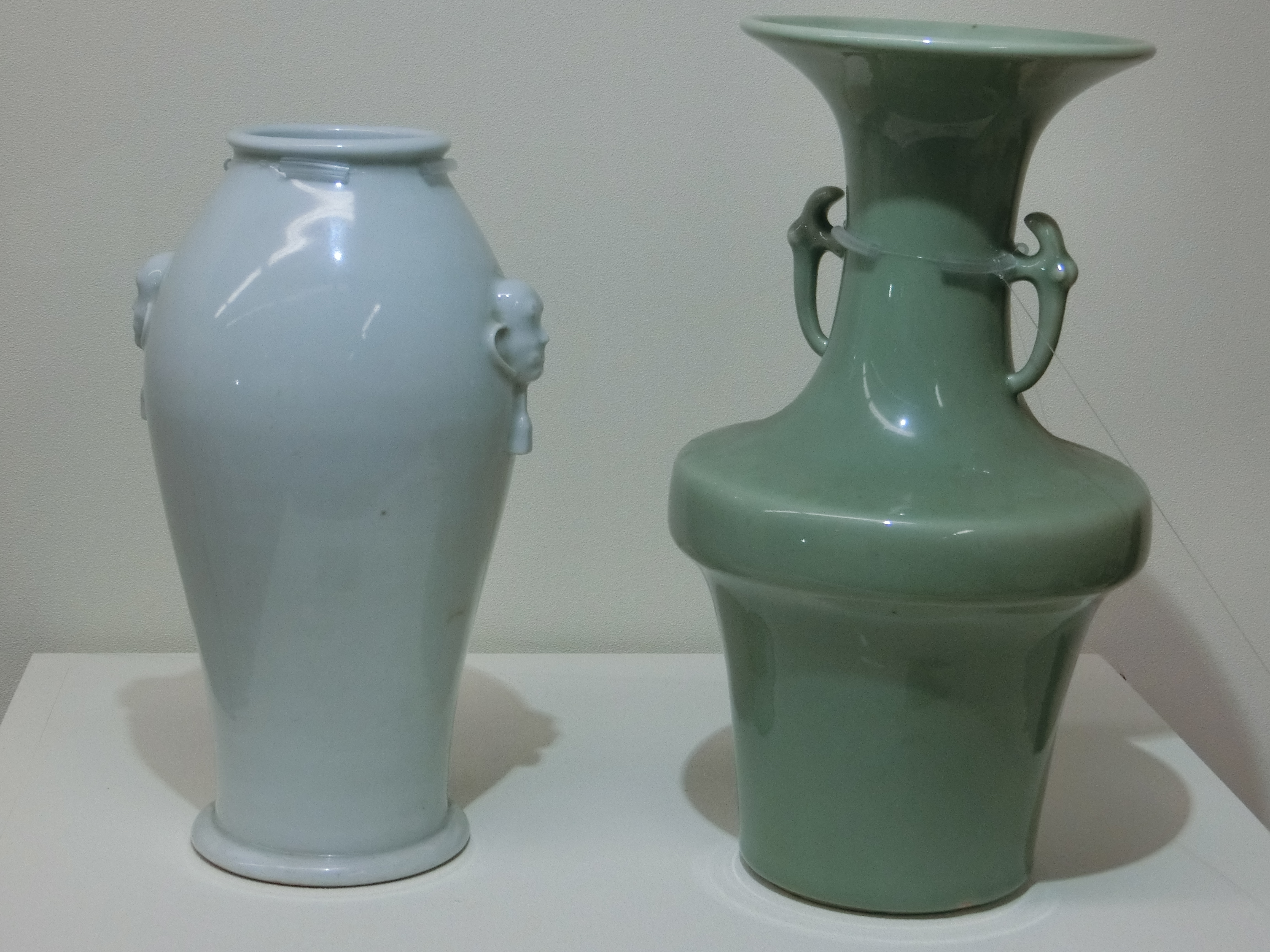
高山まちの博物館で展示されている渋草焼

渋草焼（しぶくさやき）は岐阜県高山市で焼かれる陶磁器。平成4年（1992年）3月30日に岐阜県郷土工芸品に指定された。
天保12年（1841年）に飛騨郡代豊田友直が新たな陶磁器を生産するために、渋草に官民共同の窯場を作ったのが始まりである。開窯に際して、九州肥前唐津・尾張瀬戸・加賀九谷から陶工を招き、絵師は曽我竹山や周山富士造らを招いた。原料には地元の渋草陶石を用い、「飛騨赤絵」「飛騨九谷」と呼ばれる独自の磁器を生み出した。
江戸幕府崩壊に伴い、陣屋の援助が打ち切られて衰退する。しかし、明治11年（1878年）に三輪源次郎ら4人の率いる芳国舎（設立当初は陶甄社という名前だった）が窯元を復活させた。その作品は作家名ではなく芳国舎名義で発表され、パリ万国博覧会（銀賞）・日英博覧会（銅賞）をはじめ、多くの功績を残した。
今日では芳国舎と柳造窯の2か所で生産されている。前者は昔ながらの手書きの絵付磁器を焼く。

## 作品
飛騨・世界生活文化センターのメインアプローチに、センター造成の際に出た土を再利用した、渋草焼の技法を用いて制作された陶版画がある。この制作者は渋草焼6代戸田柳造で高さ1.8m、幅30cmの陶板を144枚つないだ長さ約45mのもの。テーマは「宇宙」で、全体をブルーの色調で統一し、銀河系の星々を無限の広がりを表現している。